# ダグラス・カマー

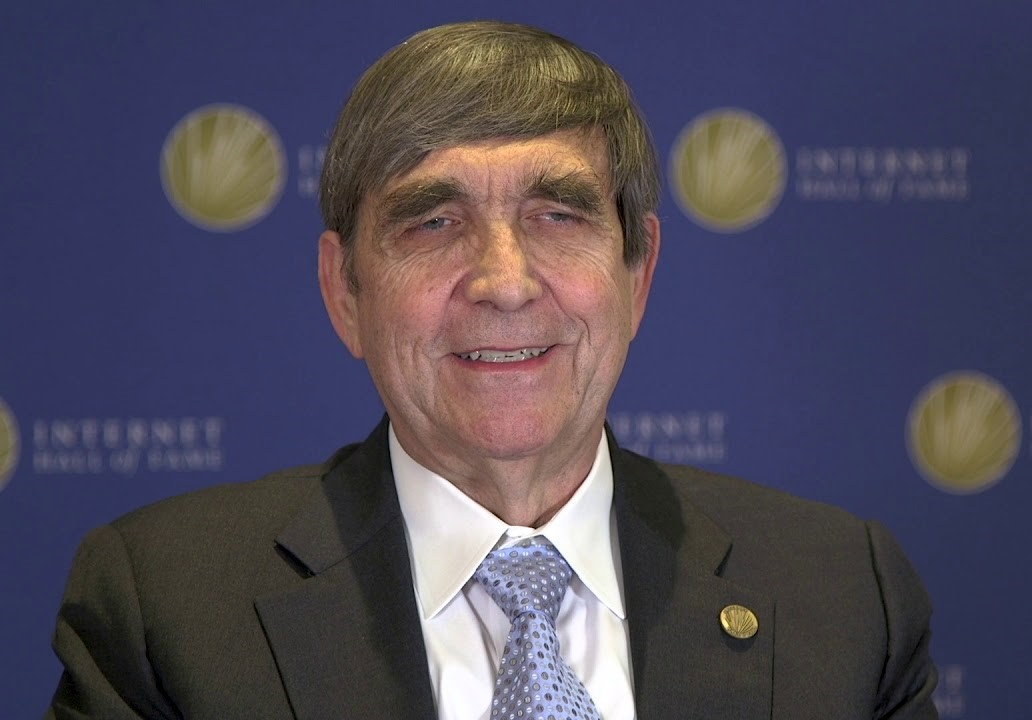
Douglas Earl Comer, 2019

ダグラス・カマー (英: Douglas Earl Comer) は、コンピュータ科学における書籍の著者であり大学教授であり、インターネットの初期の開発の業績で広く知られている。

## 経歴と業績
カマーは、1971年に Houghton College で数学と物理学の学士号を取得した。
1976年にペンシルベニア州立大学でコンピュータ科学の Ph.D. (博士号) を取得した。
カマーは、アメリカ合衆国のパデュー大学においてコンピュータ科学の特別名誉教授であるとともに、同大学で電子工学とコンピュータ工学を専攻する教授である。
現在は、パデュー大学の休暇中にはシスコシステムズで研究部門を担当する副社長として活動している。
カマーは、2000年からACMのフェローとなっている。
ACMのフェローになるに際して、「新世代のインターネットを支援するIP（インターネット・プロトコル）に基づいたネットワーキングの業績」と「オペレーティングシステムとネットワーキングにおける研究・教育・実装の分野での貢献」が評価された。
カマーは、インターネットの構築に関連する数多くの研究プロジェクトを率いてきた。
インターネットとTCP/IPネットワークに関する多くの書籍を執筆している。

## 著書
- ダグラス・E・カマー、中條拓伯 (訳) 、仲谷栄伸 (訳) 、並木美太郎 (訳) 、『コンピュータアーキテクチャのエッセンス』、翔泳社、2007年、ISBN 978-4798109909
- ダグラス・E. カマー、水野忠則 (訳) 、宮西洋太郎 (訳) 、佐藤文明 (訳) 、渡辺尚 (訳) 、『コンピュータネットワークとインターネット 基礎から応用までの技術入門』、プレンティスホール出版、1998年、ISBN 978-4894710429
- ダグラス・E. カマー、横川典子 (訳) 、松井彩 (訳) 、重近範行 (訳) 、『インターネット・ブック』、トッパン、1995年、ISBN 978-4810185935
- Douglas E. Comer 、David L. Stevens 、村井純 (訳) 、楠本博之 (訳) 、『TCP/IPによるネットワーク構築 Vol.III Linux/POSIXソケットバージョン クライアントサーバプログラミングとアプリケーション』、共立出版、2003年、ISBN 978-4320120846
- Douglas E. Comer 、David L. Stevens 、村井純 (訳) 、楠本博之 (訳) 、『TCP/IPによるネットワーク構築 Vol.III Windowsソケットバージョン クライアントサーバプログラミングとアプリケーション』、共立出版、2001年、ISBN 978-4320029996
- Douglas E. Comer 、David L. Stevens 、村井純 (訳) 、楠本博之 (訳) 、『TCP/IPによるネットワーク構築 Vol.II 設計・実装・内部構造』、共立出版、1995年、ISBN 978-4320027343
- Douglas E. Comer 、David L. Stevens 、村井純 (訳) 、楠本博之 (訳) 、『TCP/IPによるネットワーク構築 Vol.I 原理・プロトコル・アーキテクチャ 第4版』、共立出版、2002年、ISBN 978-4320120549
- ダグラス・カマー、歌代和正 (訳) 、酒匂順子 (訳) 、『Xinuによるインターネットワークの構築』、啓学出版、1991年、ISBN 978-4766511178